# Nelson Frazier, Jr.
Nelson Frazier, Jr. (Memphis, 14 de fevereiro de 1971 — 18 de fevereiro de 2014) foi um lutador americano de luta profissional. Ele era mais conhecido por suas aparições na World Wrestling Federation/World Wrestling Entertainment (WWF/WWE) na década de 1990 e meados da década de 2000 sob os nomes no ringue de Mabel, Viscera e Big Daddy V, onde venceu o WWF Hardcore Championship e o WWF World Tag Team Championship, além de ser o vencedor do King of the Ring de 1995.
Frazier faleceu aos 43 anos vítima de infarto agudo do miocárdio.
Ele foi cremado e sua viúva dividiu as cinzas em 500 pingentes como presentes para seus entes queridos.

## Na luta profissional
- Movimentos de finalização

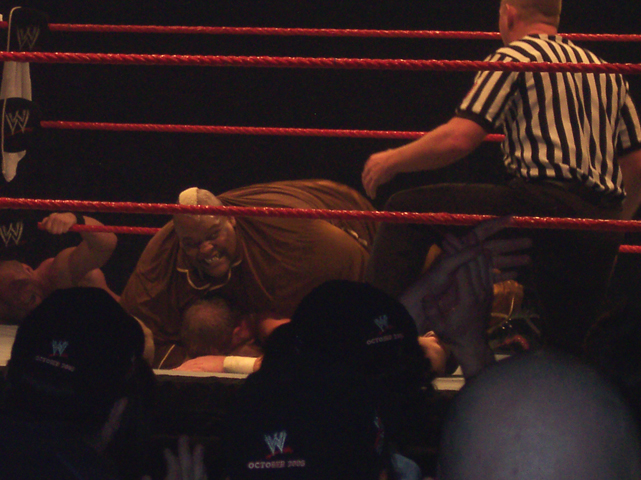
Viscera aplicando o Viscagra em Trevor Murdoch.

  - Big Daddy V Drop (Running elbow drop)[2][3]
  - Embalmer / Viscera Driver / Sex Drive (Chokebomb)[3]
  - Running splash[3]

- Signature moves
  - Ghetto Drop (Samoan drop)[3]
  - Spinning heel kick[3]
  - Whirlwind of Love (Spinning side slam)[3]
  - Visagra (Posição amadora andando para trás com movimentos pélvicos) – 2005–07[4]

- Gerentes e valets
  - Oscar[3]
  - Mo / Sir Mo[3]
  - Matt Striker[2]
  - Trish Stratus[3]

- Alcunhas
  - "The World's Largest Love Machine"
  - "Big Vis"
  - "The Mastodon"

- Temas de entrada
  - "Men On A Mission" por Jim Johnston (Mabel) (1993–95)
  - "The Lyin' King" por Jim Johnston (Mabel/King Mabel) (1995–96)
  - "Stayin' Alive" por N-Trance (Mabel, ECW) (1998)
  - "Ministry" por Jim Johnston (Viscera) (1999)
  - "Big Vis" por Jim Johnston (Viscera) (1999–2000)
  - "Advance of the Zombies" por Jim Johnston (Viscera) (2004)
  - "Another Way Out" por Jim Johnston (Viscera) (2004–05)
  - "Love Machine" por Jim Johnston (Viscera / Big Daddy Voodoo / Big Daddy V) (WWE / AJPW; 2005–07; 2009–12)
  - "Hello Ladies" por Jim Johnston (Usado enquanto fazia dupla com Val Venis)
  - "Calling All Cars" por Jim Johnston (Big Daddy V / Big Daddy) (2007–08; 2011–12)

## Campeonatos e prêmios
- All Japan Pro Wrestling

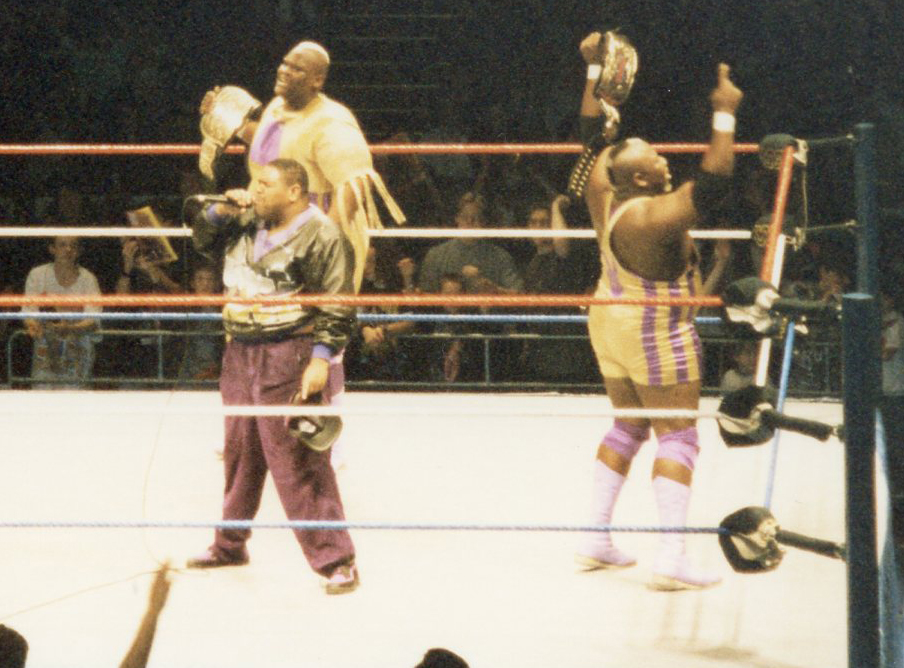
Men on a Mission celebrando a conquista do WWF Tag Team championship

  - AJPW All Asia Tag Team Championship (1 vez) – com Taru[5]

- Memphis Wrestling
  - Memphis Wrestling Southern Heavyweight Championship (1 vez)[6]

- Music City Wrestling
  - MCW North American Heavyweight Championship (1 vez)[7]

- New England Pro Wrestling Hall of Fame
  - Classe de 2013[8]

- Ozarks Mountain Wrestling
  - OMW North American Heavyweight Championship (1 vez)[9]

- Pro Wrestling Federation
  - PWF Tag Team Championship (2 vezes)[10] – with Bobby Knight

- Pro Wrestling Illustrated
  - PWI classificou-o em #49 dos 500 melhores lutadores na PWI 500 em 1995[11]

- United States Wrestling Association
  - USWA Heavyweight Championship (1 vez)[6]

- World Wrestling Council
  - WWC Universal Heavyweight Championship (1 vez)[12]

- World Wrestling Federation
  - WWF Hardcore Championship (1 vez)[13]
  - WWF World Tag Team Championship (1 vez)[14] – com Mo
  - King of the Ring (1995)[15]

- Wrestling Observer Newsletter awards
  - Pior rivalidade do ano (2007) vs. Kane
  - Pior dupla (1999) com Mideon
  - Pior luta do ano (1993) com Mo e The Bushwhackers vs. The Headshrinkers, Bastion Booger e Bam Bam Bigelow no Survivor Series

- X Wrestling Federation
  - XWF Heavyweight Championship (1 vez)[16]